# Championnat d'Europe de poursuite féminin (juniors)
Pour les articles homonymes, voir Championnat d'Europe de poursuite.
Le Championnat d'Europe de poursuite individuelle féminin juniors est le championnat d'Europe de poursuite organisé annuellement par l'Union européenne de cyclisme pour les cyclistes âgées de 17 et 18 ans. Le championnat organisé depuis 2001, a lieu dans le cadre des championnats d'Europe de cyclisme sur piste juniors et espoirs.

## Palmarès
| Année | Or                  | Argent             | Bronze               |
| ----- | ------------------- | ------------------ | -------------------- |
| 2001  | Gessica Turato      | Diana Elmentaité   | Lenka Valova         |
| 2002  | Sofiya Pryshchepa   | Suzanne de Goede   | Julia Kurzke         |
| 2003  | Marlijn Binnendijk  | Rebecca Bertolo    | Agne Bagdonaviciutė  |
| 2004  | Liesbeth Bakker     | Rebecca Bertolo    | Daiva Tuslaite       |
| 2005  | Lesya Kalitovska    | Pascale Jeuland    | Trine Schmidt        |
| 2006  | Lesya Kalitovska    | Elise van Hage     | Yulia Popova         |
| 2007  | Fiona Dutriaux      | Hannah Mayho       | Elizaveta Asseserova |
| 2008  | Hannah Mayho        | Jolien D'Hoore     | Lucie Zaleska        |
| 2009  | Hanna Solovey       | Lucie Zaleska      | Laura Trott          |
| 2010  | Aleksandra Chekina  | Svetlana Kashirina | Karolina Karasiewicz |
| 2011  | Aleksandra Chekina  | Elinor Barker      | Beatrice Bartelloni  |
| 2012  | Elinor Barker       | Anna Knauer        | Manon Bourdiaux      |
| 2013  | Lotte Kopecky       | Olena Demydova     | Michela Maltese      |
| 2014  | Daria Egorova       | Josie Knight       | Agata Drozdek        |
| 2015  | Justyna Kaczkowska  | Marion Borras      | Olivija Baleišytė    |
| 2016  | Olivija Baleišytė   | Maria Novolodskaya | Nikola Rozynska      |
| 2017  | Letizia Paternoster | Maria Novolodskaya | Mylène de Zoete      |
| 2018  | Vittoria Guazzini   | Lara Gillespie     | Sofia Collinelli     |
| 2019  | Elynor Bäckstedt    | Lara Gillespie     | Camilla Alessio      |
| 2020  | Alena Ivanchenko    | Zuzanna Olejniczak | Julie De Wilde       |
| 2021  | Zoe Bäckstedt       | Alena Ivanchenko   | Marith Vanhove       |
| 2022  | Federica Venturelli | Isabel Sharp       | Lara Lallemant       |
| 2023  | Federica Venturelli | Hélène Hesters     | Alice Toniolli       |
| 2024  | Joelle Messemer     | Luca Vierstraete   | Milana Ushakova      |
| 2025  | Ida Fialla          | Linda Rapporti     | Arabella Blackburn   |